# عمارة التأمين
عمارة التأمين أو مبنى التأمين، كان يُسمى قديماً عمارة عالية، هو برج قديم يقع في شارع الرينبو عند زاوية الدوار الأول في مدينة عمّان، أُسِسَ في بداية الستينات ويُقال أنه أول برج بُني في عمّان. يبلغ طول البرج تسعة طوابق، وكان أطول برج في مدينة عمّان إلى أن بُنيَت عمارة البرج في عام 1979. كانت عمارة التأمين نقلة نوعية في عمارة المدينة؛ إذ شُيّدت بواجهات رمادية وشاهقة مقارنة بمباني المدينة الأخرى. تطل مكاتب المبنى على منطقة وسط البلد والدوار الثاني والثالث. صمم المبنى المهندس المعماري اللبناني خليل خوري، ومولت بناءه إحدى شركات التأمين في ستينيات القرن الماضي. كانت المنطقة المحيطة حتى الدوار الثالث من أرقى أحياء عمان. تقع على جانبي الشارع معظم البعثات الدبلوماسية ومقر إقامة معظم الدبلوماسيين، بالإضافة إلى أهم مدارس عمّان القديمة ومعظم مطاعمها الشعبية والراقية، بالإضافة إلى مطاعم الوجبات السريعة.
علاوة على زوار البرج الذين اعتادوا زيارته للتعرف على الثقافة الأمريكية، كان يشغل الطابق الأول من المبنى المركز الثقافي الأمريكي، كما كان في نفس الوقت واجهة رئيسية لكل المظاهرات التي كانت تخرج في عمّان بعد سنوات حرب 67، إذ حُطِّم واجهاته الزجاجية عدة مرات خلال المظاهرات. تحول المبنى بعد ذلك الى مكاتب "عالية" الخطوط الملكية الأردنية. كان مكتب الملكة نور أيضاً في الطابق الأول من المبنى عندما كانت تعمل في الملكية الاردنية، حيث شغلت منصب مديرة التخطيط والتصميم فيها عام 1977 قبل عقد قرانها للملك الحسين بن طلال.